# Hymn for My Soul
Hymn for My Soul – dwudziesty album muzyczny Joe Cockera, wydany w roku 2007.

## Lista utworów
1. "You Haven't Done Nothin'" – 3:50 (Stevie Wonder)
2. "One Word (Peace)" – 2:49 (John Magnie, Tommy Malone)
3. "Love Is For Me" – 4:05 (Ziggy Modeliste, Art Neville, Leo Nocentelli, George Porter, Jr.)
4. "Don't Give Up on Me" – 4:05 (Hoy Lindsey, Dan Penn, Carson Whitsett)
5. "Long as I Can See the Light" – 3:34 (John Fogerty)
6. "Beware of Darkness" – 3:51 (George Harrison)
7. "Just Pass It On" – 4:39 (Daniel Moore)
8. "Rivers Invitation" – 3:31 (Percy Mayfield)
9. "Ring Them Bells" – 3:04 (Bob Dylan)
10. "Hymn 4 My Soul" – 3:54 (Andy Fairweather-Low)

## Skład
- Joe Cocker - wokal
- Ethan Johns - gitara, gitara akustyczna, ukulele, harmonijka, Lira korbowa, wokal wspierający
- Albert Lee - gitara
- Greg Leisz - gitara, mandolina
- Bob Babbitt - gitara basowa
- Dave Palmer - pianino, keyboard, Wurlitzer, Prospekt organowy
- Benmont Tench - pianino
- Mike Finnigan - organy Hammonda
- Tom Scott - saksofon
- Greg Adams - trąbka
- Chuck Findley - trabka
- David Low - wiolonczela
- Julie Gigante - skrzypce
- Phillipe Levy - skrzypce
- Brian Denbow - altówka
- James Gadson - perkusja
- Jim Keltner - perkusja, instrumenty perkusyjne
- Don Heffington - Kongi, trójkąt
- Merry Clayton - wokal wspierający
- Jim Gilstrap - wokal wspierający
- Benjamin Ochieng - wokal wspierający
- Julianna Raye - wokal wspierający
- Tata Vega - wokal wspierający
- Julia Waters - wokal wspierający
- Oren Waters - wokal wspierający

## Certyfikaty
| Region          | Certyfikat | Liczba sprzedanych albumów |
| --------------- | ---------- | -------------------------- |
| Szwajcaria      | Złoto      | Treść komórki              |
| Wielka Brytania | Srebro     | 60,000                     |
| Rosja           | Złoto      | 10,000                     |